# レオポルト・フォン・ヘッセン＝ホンブルク
レオポルト・フォン・ヘッセン＝ホンブルク（ドイツ語：Leopold von Hessen-Homburg, 1787年2月10日 - 1813年5月2日）は、ヘッセン＝ホンブルク家の一員。グロースゲルシェンの戦いで戦死した。

## 生涯
レオポルトはヘッセン＝ホンブルク方伯フリードリヒ5世と、ヘッセン＝ダルムシュタット方伯ルートヴィヒ9世の長女カロリーネの間に末子として生まれた。レオポルトと5人の兄らはいずれもナポレオン戦争に参加し、ナポレオンに「どこにいてもホンブルク人を見つけ出す！」と言わしめた。
レオポルトはグロースゲルシェンの戦いでプロイセン親衛隊の先頭に立っていた際に戦死した。副官エルンスト・アウグスト・モーリッツ・フォン・フレーリヒはレオポルトの最後の言葉を聞いた。フォン・フレーリヒは遺体を回収し、レオポルトの姉マリアンネに引き渡した。マリアンネはレオポルトのために簡素な鉄の記念碑を建て、その碑文は「ここにヘッセン＝ホンブルクの王子レオポルトが横たわっている。 [戦死] 1813年5月2日」と記されている。マリアンネはまた、戦場の近くにヘッセン＝ホンブルク記念碑として知られる碑を建てた。 バート・ホンブルクのレオポルツヴェーク通りはレオポルトにちなんで名付けられ、通りに建つゴシック・ハウスにおいて2013年5月1日から8月28日までレオポルトの没後200周年を記念して展示会が開催された。

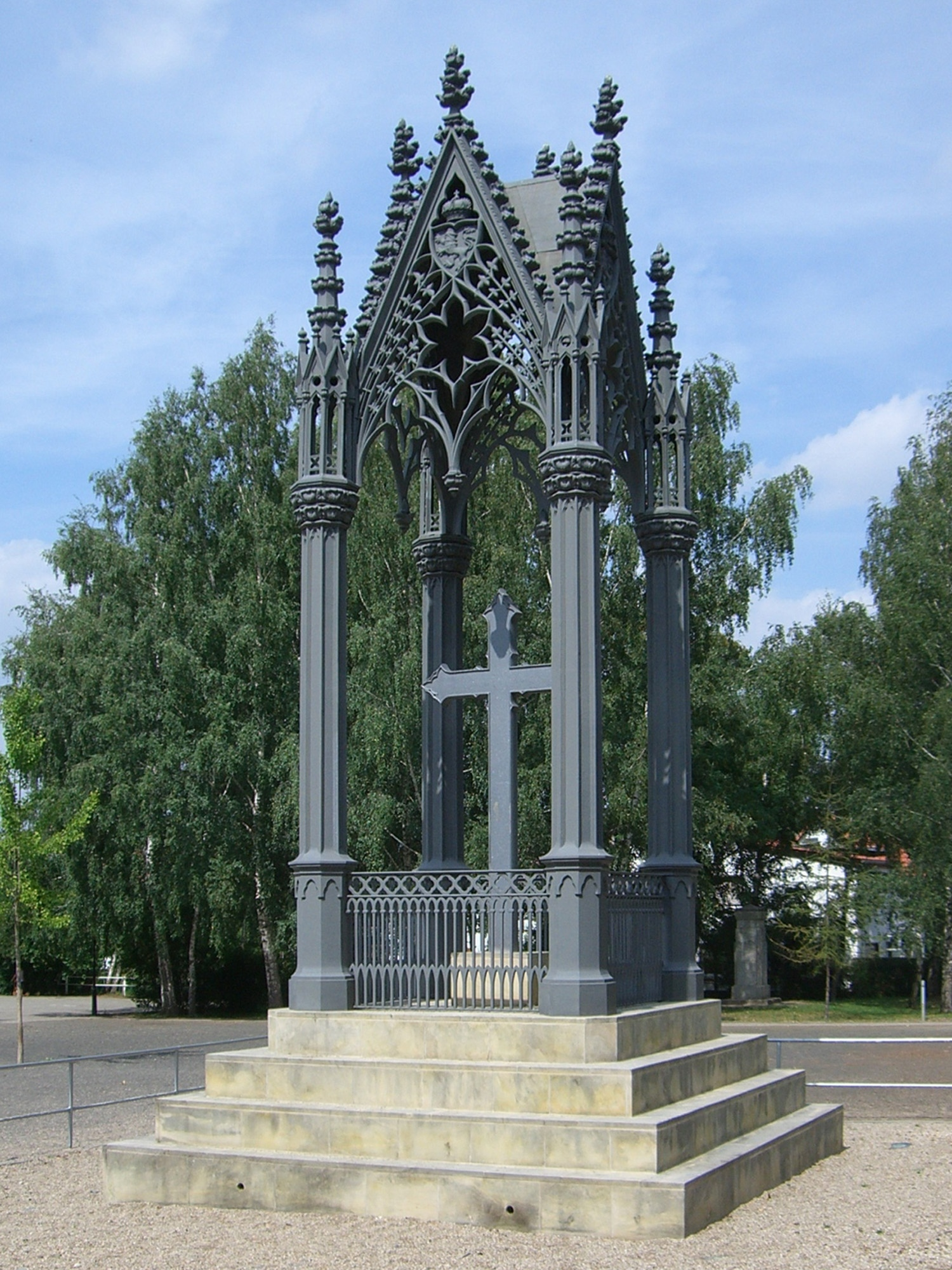
ヘッセン＝ホンブルク記念碑（グロースゲルシェン）
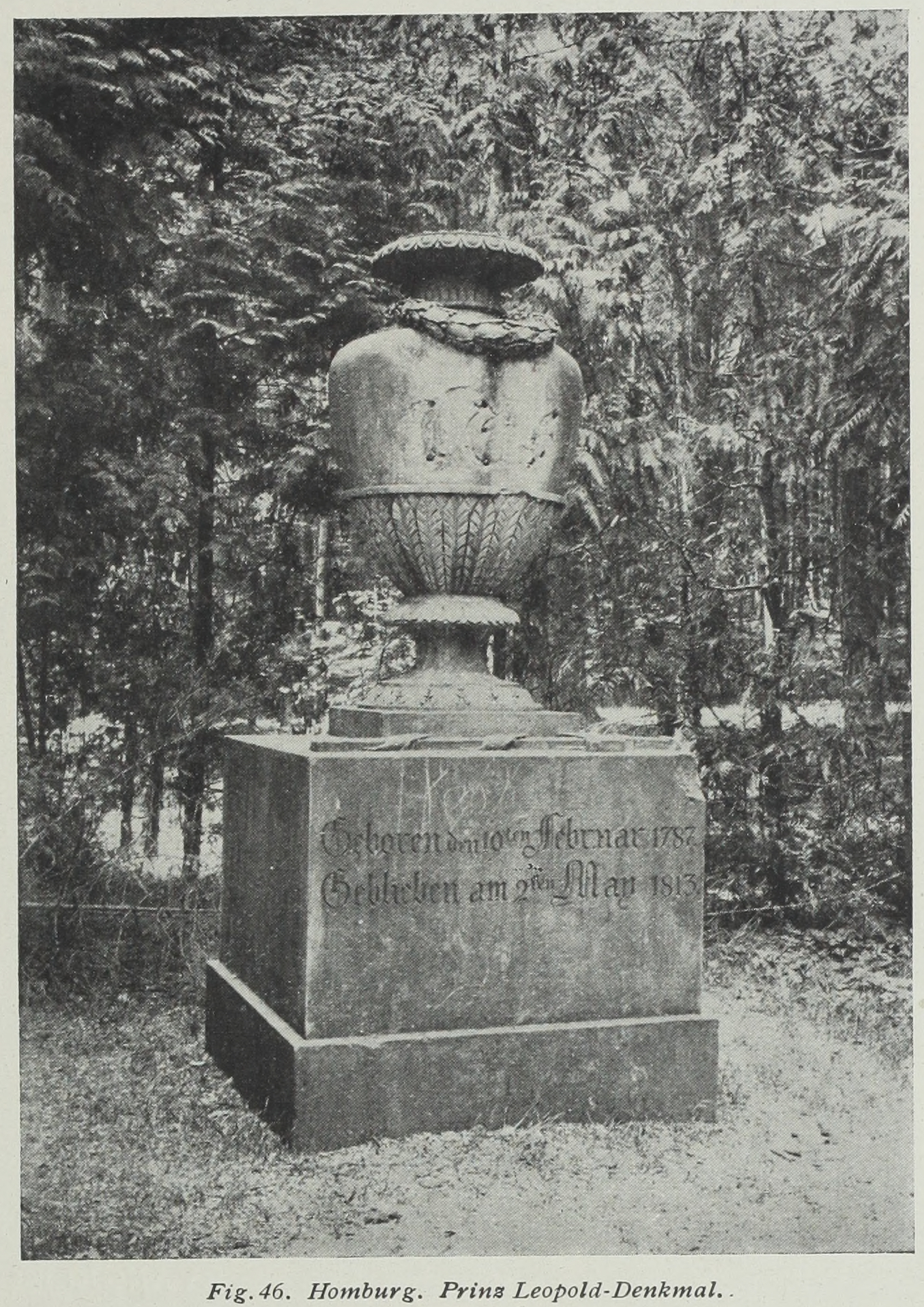
バート・ホンブルクにあるレオポルトの記念碑